# Torre de Dionisio de Forcall
La Torre Dionisio en el  término municipal de Forcall, se localiza a la derecha de la carretera Forcall-Zorita, aproximadamente donde se encuentra el desvío a Villores, en la comarca de los Puertos de Morella, en la provincia de Castellón.
Se trata de una torre defensiva levantada en el complejo de una masía con la finalidad de proteger tanto las cosechas como los agricultores que se ocupaban de ellas, en una zona más apartada del núcleo poblacional de lo razonable, para poder estar protegida por él. Está catalogada como Bien de Interés Cultural tal y como queda reflejado en la Dirección General de Patrimonio Artístico, de la Generalidad Valenciana. Pese o quizás por su declaración como BIC  genérica, no presenta inscripción ministerial, teniendo como identificador el código: 12.01.061-011.

## Historia
El núcleo poblacional de Forcall puede remontase al Neolítico, pese a que la actual población de Forcall tenga su origen en unas alquerías árabes, que debieron ser  conquistadas en el año 1235 aproximadamente,  por las tropas de Gil Garcés de Azagra  y Benito de Torres, oficiales de Blasco de Alagón. El 2 de mayo de 1264  Forcall adquirió  la categoría de villa, bajo la jurisdicción de Morella, procediéndose a su  fortificación en el año 1361.
A lo largo de los años, Forcall se enfrentó numerosas veces a Morella, hasta  que finalmente su independencia en 1691.
Tuvo una gran importancia durante las guerras carlistas, convirtiéndose en una zona para prisioneros, Forcall sirvió de prisión a 3.000 prisioneros isabelinos capturados por el general Cabrera.
Por otro lado, la dispersión y el reparto de las tierras que ha sido típicas de la zona valenciana, ha dado lugar  a la construcción en los pueblos de las masías. Forcall no es una excepción y a lo largo de su término municipal se pueden contemplar un gran número de estos caseríos donde la gente habitaba estas edificaciones, cultivaba y trabajaba las tierras que las rodeaban, cudaban el ganado y  pastoreaban los rebaños…
Pero con la llegada de la industrialización y la mejora de los medios de comunicación se produce un  continuo abandono de estas masías e incluso de pueblos enteros, desplazándose la población  a las ciudades en busca de mejores oportunidades.
Por otro lado las mejoras en los sistemas productivos así como en los tractores y medios de comunicación y trabajo en general hicieron que el agricultor pudiera ir a vivir a núcleos poblacionales que le permitieran contar con mejores condiciones de vida, tales como agua corriente o luz eléctrica.
Los caseríos se transforman  en simples explotaciones ganaderas  o bien son abandonados, cultivándose las tierras cercanas.
En Forcall quedan muy pocos caseríos habitados, aunque tienen un papel fundamental en la vigilancia de las  tierras. Además, esta forma de vida, en Forcall, ha dejado construcciones de importancia artística considerable y que actualmente están catalogadas como Bien de Interés Cultural.
Se tiene constancia documental de la existencia de la torre según el profesor Eixarch, en 1532, conociéndosele por diferentes nombres a lo largo del tiempo, como en 1661 que se la conocía como "Torre de Gaspar Gil, en el río Chiva” o  "Torre de los Pobills de Gaspar Gil"y en 1710 se conoce como " Torre de Lucas”. Se la comienza a denominar como Torre Dinisio a partir de los documentos de 1745.
La casa estuvo habitada por diferentes familias a lo largo del tiempo, dejándose abandonada a partir de mediados del siglo XX.

## Descripción artística
La torre presenta unos pináculos marcando la cubierta que esta vez es a una sola vertiente, lo cual es típico de la zona. La fábrica es de mampostería, utilizando como cimientos de la edificación la propia roca del terreno. Pese a todo el edificio está bastante derruido., distinguiéndose todavía los umbrales de la puerta principal y de las ventanas.
Dado que se trataba de una explotación agrícola-ganadera, el complejo tenía otras instalaciones como los corrales, la era y un patio.